# 叙尔姆
叙尔姆是德国莱茵兰-普法尔茨州的一个市镇。总面积7.05平方公里，总人口444人，其中男性223人，女性221人（2011年12月31日），人口密度63人/平方公里。